# آنتونی ژوزف آردوئنگو
آنتونی ژوزف آردوئنگو (انگلیسی: Anthony Joseph Arduengo III؛ زاده ۷ مارس ۱۹۵۲) یک دانشمند در زمینه شیمی معدنی و شیمی آلی اهل ایالات متحده آمریکا است.

## نگارخانه